# Place Madeleine-Renaud-et-Jean-Louis-Barrault
La place Madeleine-Renaud-et-Jean-Louis-Barrault est une voie du 15e arrondissement de Paris, en France.

## Origine du nom
Elle porte le nom de Madeleine Renaud (1900-1994) et Jean-Louis Barrault (1910-1994), acteurs de théâtre et de cinéma français.

## Historique
Ancienne « voie BL/15 » ouverte lors du réaménagement de la ZAC Vaugirard, elle prend en 2008 son nom actuel pour honorer ces deux comédiens. De nombreuses autres voies du secteur sont dédiées à des écrivains et dramaturges du XXe siècle.